# Adrian Collins
Adrian Collins ist ein südafrikanischer Schauspieler und Theaterregisseur.

## Leben
Collins ist mit der Theaterschauspielerin Gina Pauling verheiratet. Sein Schwager ist der Schauspieler Nicholas Pauling.
2007 gab er sein Filmschauspieldebüt in More Than Just a Game. 2008 folgten Rollen in den Filmproduktionen 1968 Tunnel Rats und Starship Troopers 3: Marauder. 2010 folgten Rollen im Spielfilm Death Race 2 und im Kurzfilm My Backyard. 2015 spielte er in fünf Episoden der Fernsehserie Black Sails die Rolle des Vincent. Im selben Jahr wirkte er in der Fernsehserie Jamillah and Aladdin mit. Von 2016 bis 2019 spielte er in der Fernsehserie SuzelleDIY mit. 2018 war er im Blockbuster Tomb Raider in einer Nebenrolle und im Tierhorrorfilm Deep Blue Sea 2 in der Rolle des Mike Shutello zu sehen. 2021 stellte er in sechs Episoden der Fernsehserie Skemerdans die Rolle des Heinrich Hoffman dar und verkörperte im Folgejahr in fünf Episoden der Fernsehserie Professionals die Rolle des Zak.
Collins war als Schauspieler in mehreren Theaterstücken zu sehen. 2016 gab er sein Debüt als Theaterregisseur mit dem Stück A Steady Rain, das am Fugard Theatre in Kapstadt aufgeführt wurde. 2019 führte er Regie am Stück Apple Face.

## Filmografie (Auswahl)
- 2007: More Than Just a Game
- 2008: 1968 Tunnel Rats (Tunnel Rats)
- 2008: Starship Troopers 3: Marauder
- 2010: Death Race 2
- 2010: My Backyard (Kurzfilm)
- 2011: Strike Back (Fernsehserie, Episode 2x05)
- 2012: Chronicle – Wozu bist Du fähig? (Chronicle)
- 2013: Picture Perfect Heist (Kurzfilm)
- 2015: The Book of Negroes (Miniserie, Episode 1x03)
- 2015: Black Sails (Fernsehserie, 5 Episoden)
- 2015: Dominion (Fernsehserie, Episode 2x07)
- 2015: Jamillah and Aladdin (Fernsehserie)
- 2016: Dwain and Hendry (Miniserie)
- 2016: There’s No Place Like Home
- 2016: Jakkals 13 (Kurzfilm)
- 2016–2019: SuzelleDIY (Fernsehserie)
- 2017: Outlander (Fernsehserie, Episode 3x12)
- 2017: Tali’s Wedding Diary (Fernsehserie, 2 Episoden)
- 2018: Tomb Raider
- 2018: Deep Blue Sea 2
- 2019: Inside Man: Most Wanted
- 2020: The Watch (Fernsehserie, Episode 1x01)
- 2021: Tali’s Baby Diary (Fernsehserie, 2 Episoden)
- 2021: Skemerdans (Fernsehserie, 6 Episoden)
- 2022: Professionals (Fernsehserie, 5 Episoden)
- 2025: G20

## Theater (Auswahl)
- Hamlet, Regie: Janet Suzman
- 2016: A Steady Rain, Fugard Theatre, Regie
- 2019: Apple Face, Fugard Theatre, Regie